# سهره‌نمای روغن‌پوش
سهره‌نمای روغن‌پوش (نام علمی: Hemispingus frontalis) نام یک گونه از سرده سسک‌نما است.